# Buchbach (Oberbayern)
Buchbach ist ein Markt im oberbayerischen Landkreis Mühldorf am Inn.

## Geografie

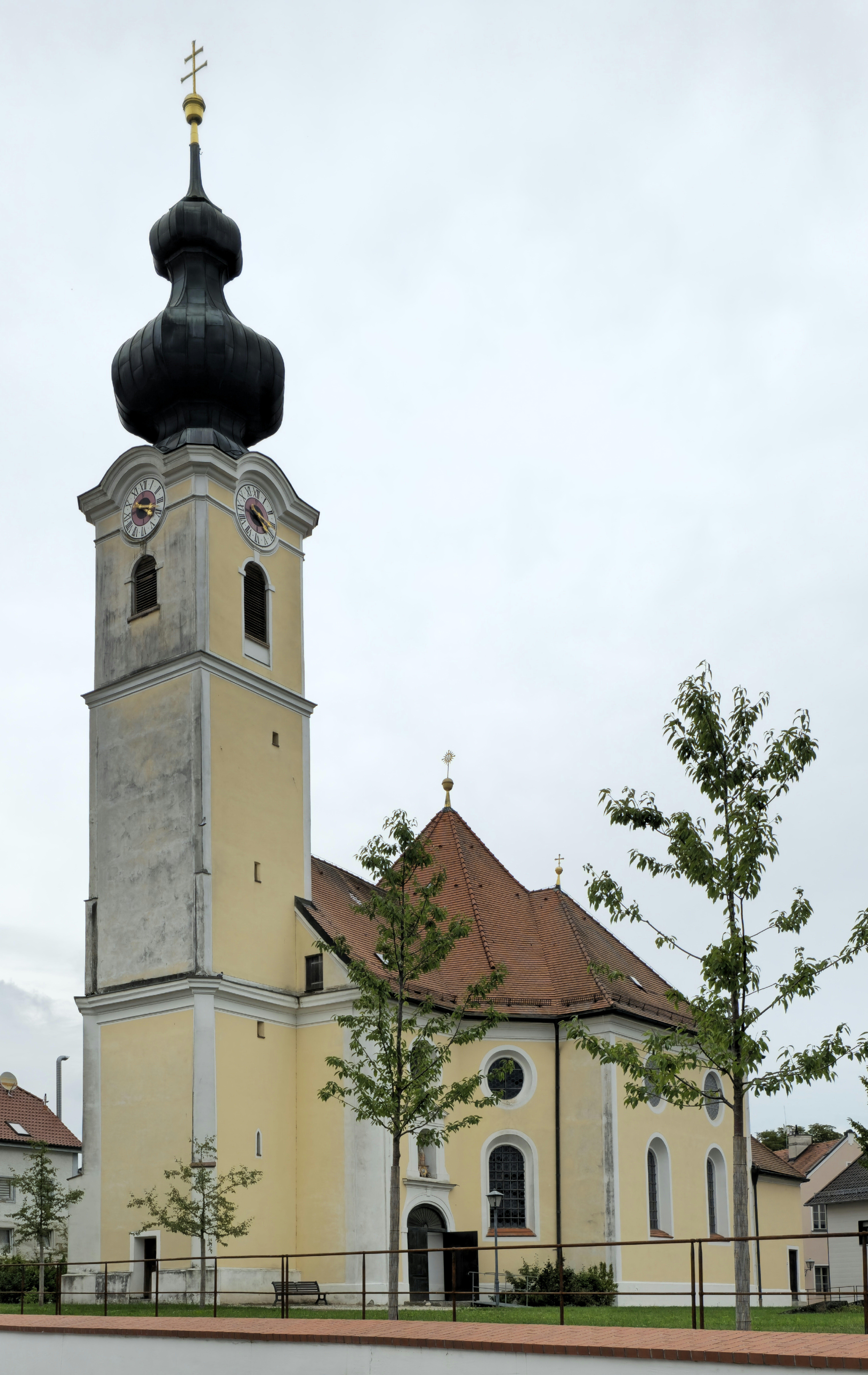
Buchbachs Pfarrkirche St. Jakob

Buchbach: Rathaus „erbaut anno 1988“ (1200-Jahr-Feier)

Buchbach: Marktplatz (Blick nach Westen)

### Geografische Lage
Die Gemeinde liegt in der Region Südostoberbayern im Alpenvorland inmitten des tertiären Hügellandes zwischen den Tälern der Vils im Norden und der Isen im Süden. Buchbach grenzt direkt an die Landkreise Erding und Landshut. Die Landeshauptstadt München ist rund 63 km entfernt.

### Gemeindegliederung
Es gibt 80 Gemeindeteile:
- Adlding
- Au
- Besenbuchbach
- Bichlhub
- Bilberg
- Breitenau
- Buchbach
- Diemeck
- Dötzkirchen
- Eiching
- Einstetting
- Ella
- Ellaberg
- Endsgraben
- Engolding
- Erlach
- Felizenzell
- Fischbach
- Geiersberg
- Geiselbrechting
- Gosselding
- Greilhub
- Grund
- Gumpolding
- Hagmering
- Hasenwinkel
- Heimpolding
- Hinterholzen
- Hohending
- Höpfing
- Iglberg
- Kagen
- Kastenberg
- Kienrathing
- Kindlbuch
- Konrading
- Kumpfmühle
- Langenloh
- Lehertshub
- Linden
- Litzelkirchen
- Loiperding
- Mauth
- Moos
- Nebelhub
- Neuhäusl
- Neuseidlthal
- Niederhub
- Niederloh
- Oberbonbruck
- Oberhub
- Oberloh
- Öd
- Odering
- Oseneck
- Ottenloh
- Peitzing
- Pfarrhof
- Pflegöd
- Plattenberg
- Plessenberg
- Praßl
- Ranetsham
- Ranoldsberg
- Remelberg
- Rundbuch
- Schmiedberg
- Schwaig
- Sicking
- Spagelsöd
- Stadlhub
- Steeg
- Sterneck
- Stifthub
- Thal
- Waldpolding
- Wies
- Witzling
- Zeil
- Zelg

Gemarkungen sind Buchbach, Felizenzell, Ranoldsberg und Walkersaich.

### Nachbargemeinden
- Dorfen
- Velden (Vils)
- Wurmsham
- Oberbergkirchen
- Ampfing
- Schwindegg

## Geschichte

### Bis zur Gemeindegründung
Urkundlich erwähnt wurde Buchbach zum ersten Mal 788 als Pohpah in der Notitia Arnonis, dem Güterverzeichnis des Erzbischofs Arn von Salzburg. Von 928 bis zur Säkularisation 1803, mit einer kurzzeitigen Unterbrechung von 1266 bis 1275 (Herzogtum Bayern), gehörte der Ort Buchbach niedergerichtlich zum Erzstift Salzburg und bildete eine geschlossene Hofmark innerhalb des Etters. Seit 1266 wurde Buchbach als Markt bezeichnet. Während des Dreißigjährigen Krieges starben über 400 Personen an der Pest. 1663 brach bei einem Brauer ein Feuer aus, das fast den ganzen Ort einäscherte. Am 24. Mai 1762 wütete nochmals ein Feuer, dem der Ort samt Kirche zum Opfer fiel. Ab 1803 war Buchbach ein Teil des Kurfürstentums und späteren Königreichs Bayern. Im Zuge der Verwaltungsreformen in Bayern entstand mit dem Gemeindeedikt von 1818 die Gemeinde Buchbach, zu der noch der Teilort Ziegelstadel gehörte.

### Eingemeindungen
Im Zuge der Gebietsreform in Bayern wurde am 1. Januar 1972 wurde die Gemeinde Ranoldsberg eingegliedert. Am 1. Januar 1973 kamen Gebiete der aufgelösten Gemeinde Walkersaich hinzu, Am 1. Mai 1978 folgte der größere Teil der aufgelösten Gemeinde Felizenzell, die bis dahin dem Landkreis Landshut angehörte, nämlich die Orte Bichlhub, Breitenau, Einstetting, Ella, Ellaberg, Gumpolding, Hagmering, Kagen, Kastenberg, Kindlbuch, Langenloh, Linden, Remelberg, Schwaig, Steeg, Thal und Zeil.

### Einwohnerentwicklung
Gemäß Bayerischem Landesamt für Statistik  haben sich die Einwohnerzahlen jeweils zum 31. Dezember eines Jahres wie folgt entwickelt:
| Stand | Einwohner |
| ----- | --------- |
| 1960  | 2063      |
| 1970  | 2245      |
| 1980  | 2325      |
| 1990  | 2602      |
| 1995  | 2903      |

| Stand | Einwohner |
| ----- | --------- |
| 2000  | 3080      |
| 2005  | 3161      |
| 2010  | 3111      |
| 2015  | 3098      |

Seit 1972, dem Jahr der Gemeindereform, hat sich die Einwohnerzahl bis 2016 um 854 Personen erhöht. Das entspricht einem Wachstum von 37,55 Prozent.
Zwischen 1988 und 2018 wuchs der Markt von 2526 auf 3197 Einwohner bzw. um 26,6 %.

## Politik

### Bürgermeister
Erster Bürgermeister ist seit 1. Mai 2008 CSU-Politiker Thomas Einwang jun. Bei der Kommunalwahl 2008 wurde er gemeinsam von der CSU Buchbach und der Wählergruppe Wahlvorschlag  Ranoldsberg (WVR) als Kandidat aufgestellt und setzte sich mit 59,6 % gegen einen Gegenkandidaten durch. 2014 trat er erneut für CSU/WVR an und erreichte ohne Gegenkandidat 94,9 % der Stimmen. Vor der Wahl 2020 sprach sich der Buchbacher CSU-Ortsvorstand gegen eine erneute Nominierung Einwangs aus. Einwang trat für den WVR an und erhielt ohne Gegenkandidaten 80,3 % der Stimmen.

### Wappen
| | Blasonierung: „In Rot aus silbernem Dreiberg wachsend eine grüne Buche; ihrem Stamm hinterlegt ein gesenkter, durchgehender silberner Wellenbalken.“ |
| Wappenbegründung: Buche und Wellenbalken (Bach) ergeben ein für den Gemeindenamen redendes Bild. Der silberne Dreiberg verweist auf die hügelige Lage der Gemeinde. Buchbach wird schon 1266 als salzburgischer Markt genannt. Die Buche mit dicken Blätterbüscheln an den Enden der Zweige und der Bach finden sich auch schon auf dem ältesten überlieferten Siegel, das mit 1638 datiert ist. Die Darstellung blieb seither weitgehend unverändert. Das Wappen wurde dem Markt 1567 durch Erzbischof Johann Jakob Kuen von Belasy verliehen. Der Markt Buchbach kam erst 1802 mit der salzburgischen Exklave Mühldorf a. Inn an das Kurfürstentum Bayern. Dieses Wappen wird seit 1567 geführt. | |

## Kultur und Sehenswürdigkeiten

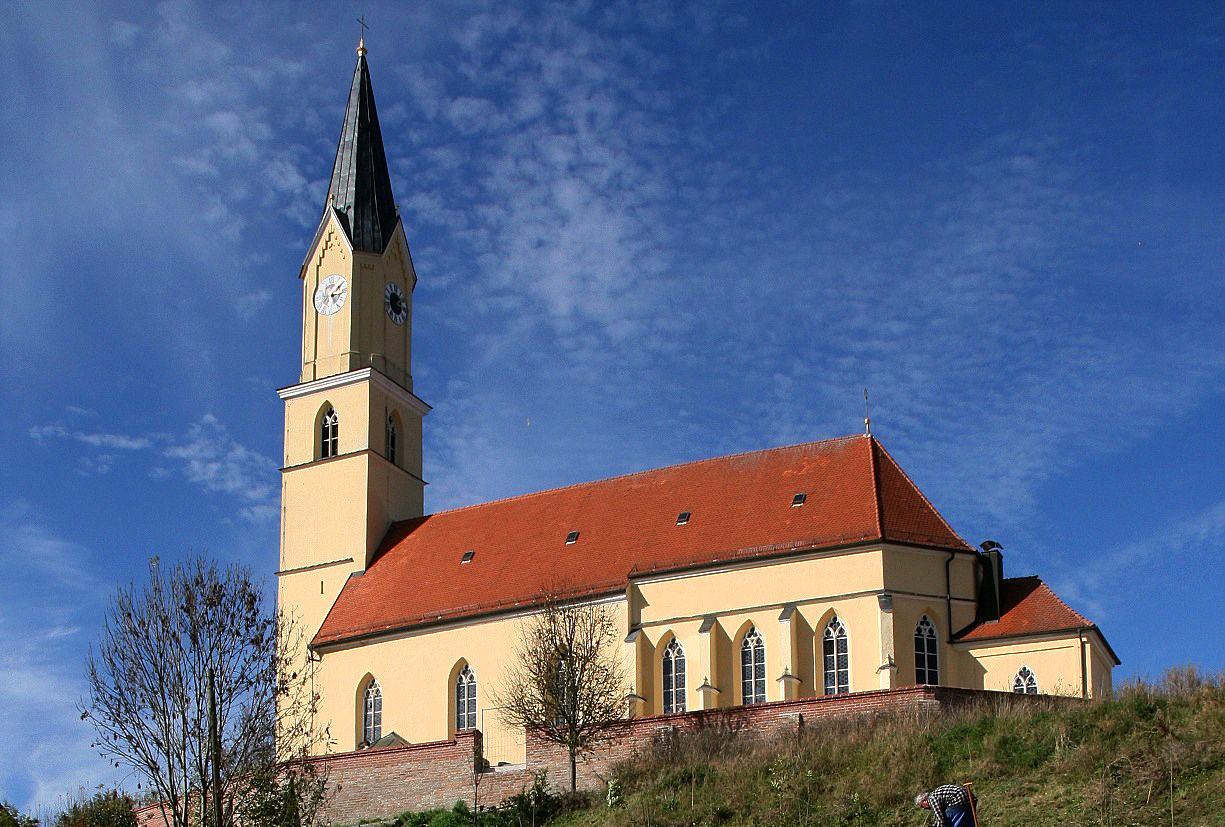
Mariä Himmelfahrt, Ranoldsberg

### Bauwerke
- Pfarrkirche Sankt Jakobus der Ältere. Überkuppelter Zentralbau im Barockstil, Neubau 1764–gegen 1770 nach den Plänen des Salzburger Architekten Wolfgang Hagenauer.
- Wallfahrtskirche Mariä Himmelfahrt Ranoldsberg. Der erste Kirchenbau geht auf das Ende des 13. Jahrhunderts zurück. 1507 erfolgte die Weihe des spätgotischen Nachfolgebaus, der für notwendig erachtet wurde um dem angewachsenen Strom von Wallfahrern mehr Platz zu bieten. Ab 1723 wurde die Kirche im Zeitgeschmack innen und außen umgestaltet, barockisiert. Das 18. Jahrhundert war die Blüte der Wallfahrt. 1883 fand wiederum innen und außen die neugotische Umwandlung (Regotisierung), das heutige Erscheinungsbild seine Vollendung.
- Historische Fassaden am Marktplatz mit Marienbrunnen
- Schlosskapelle des ehemaligen Wasserschlosses Steeg (Filialkirche St. Marien)

### Sport

Das Regionalligastadion des TSV Buchbach

Der bekannteste Sportverein der Gemeinde ist der Mehrspartenverein TSV Buchbach, der in die Abteilungen Fußball, Stockschießen, Ski, Tennis, Turnen gegliedert ist. Die Fußballabteilung spielt seit 2012 in der Regionalliga Bayern. Die Stockschützen des TSV Buchbach schießen in der höchsten Liga, der Bundesliga-Süd.

### Freizeit
Wenige Kilometer westnordwestlich von der Ortschaft Buchbach, in der Nähe von Felizenzell, liegt der Badesee Loaner See mit Campingplatz.

## Wirtschaft und Infrastruktur

### Ehemalige Uher-Werke

Uher-Zweigwerk Buchbach, 1970er Jahre

Von 1960 bis 1999 befand sich in Buchbach ein Zweigwerk des Tonbandgeräteherstellers Uher. Zunächst wurde in einer alten Turnhalle, dann in der alten Schule produziert. 1966 wurde ein Neubau eröffnet, in dem bis zu 300 Mitarbeiter beschäftigt waren. Ab den 1970er Jahren stürzte die japanische Konkurrenz die deutsche Unterhaltungselektronikindustrie in eine schwere Krise, auch Uher, das nacheinander seine Werke schließen musste. Die gesamte Produktion wurde nach Buchbach verlagert, bis 1999 auch dieses Werk aufgelöst wurde. Die Uherstraße beim ehemaligen Werksgelände erinnert heute noch daran.

### Industrie, Handel und Gewerbe
2017 gab es im produzierenden Gewerbe 702 und im Bereich Handel und Verkehr 531 sozialversicherungspflichtig Beschäftigte am Arbeitsort. In sonstigen Wirtschaftsbereichen waren es 630 Personen. Sozialversicherungspflichtig Beschäftigte am Wohnort gab es 1505.

### Land- und Forstwirtschaft
Im Bereich der Land- und Forstwirtschaft gab es 2017 18 sozialversicherungspflichtig Beschäftigte am Arbeitsort. Im Jahr 2016 bestanden 74 landwirtschaftliche Betriebe mit einer landwirtschaftlich genutzten Fläche von 2218 ha. Davon waren 1752 ha Ackerfläche und 466 ha Dauergrünfläche.

### Bildung
Es gibt folgende Einrichtungen (Stand 2014):
- 2 Kindertageseinrichtungen mit insgesamt 135 Plätzen und 96 Kindern
- 2 Volksschulen mit 19 Lehrern und 262 Schülern

## Persönlichkeiten
- Andreas Strobl (1642–1706), Pfarrer
- Balthasar Mang (1720–1803), seit 1754 Bürger in Buchbach, Kirchenmaler und Freskant des Spätbarock und Rokoko, bereits zu Lebzeiten bekannt, u. a. durch die Ausmalung der Buchbacher Kirche St. Jakobus[13]
- Anton Eder (1843–nach 1893), in Witzling geborener Schmiedemeister und Politiker, Abgeordneter der Zweiten Kammer des Bayerischen Landtags
- Rupert Thaler (1892–1966), Politiker, Abgeordneter im Bayerischen Landtag (CSU)
- Hans Rambold (* 1954), 1. Bürgermeister der Gemeinde Buchbach von 1998 bis 2008, Abgeordneter im Bayerischen Landtag (CSU) von 2003 bis 2008